# Slug (rapero)
Sean Michael Daley (7 de septiembre de 1972), más conocido por el nombre de Slug, es un rapero estadounidense de Minneapolis, Minnesota. Slug es conocido por ser miembro del grupo llamado Atmosphere, el cual fundó con Derek Turner (Hueva).  Turner desde entonces ha dejado el grupo y Anthony Davis (Ant) produce Atmosphere con Slug. En 1995, Slug, en colaboración con Anthony Davis, Musab Saad, y Brent Sayers fundaron la casa discográfica independiente basada en Minneapolis conocida como Rhymesayers Diversión.

## Biografía
Sean Michael Daley, o él rapero Slug, nació en Minneapolis, Minnesota, el 7 de septiembre de 1972. Él era hijo de Valerie y Craig Daley, y es  descendiente de irlandés, noruego, africano-americano y descenso americano Nativo. Actualmente está casado con Jessica Daley y tiene tres niños.
El apodo de Sean proviene del apodo de su padre; su papá era conocido por sus amigos como "Sluggo" y por ello empezaron a llamar a Sean  
" little Sluggo "   (pequeño sluggo) el cual acortó a "Slug". Antes de establecerse oficialmente como su nombre artista, Slug, Daley pasó mucho tiempo haciendo música con su amigo Nic Lehnertz de Minneapolis. Los dos trabajaron juntos con proyectos, y Daley reconoce Lehnertz como un grande contribuyente a su éxito. Lehnertz dejó de rapear después de la preparatoria, mientras que Daley fue en rumbo para perseguir una carrera profesional. En los años primeros años de Atmosphere, Slug mantuvo la música mientras que su compañero "Spawn" estuvo rapeando. El grupo finalmente formó una relación fuerte con Ant (Anthony Davis) y empezaron a colaborar con la música. Junto con el único MC Musab (then Beyond), y grupos como el Black hole, Phull Surkle, y el Paquete Abstracto formaron el grupo conocido como Headshots durante los años de los noventa, incluyendo Slug en canciones exclusivas de HeadShots (1-7).
- Datos: Q1338197
- Multimedia: Slug (rapper) / Q1338197